# J-ok'el
J-ok'el é um filme de terror e mistério de 2007, dirigido por Benjamin Williams. Este filme foi a estréia de Williams.

## Produção
O diretor do filme, Benjamin Williams, informou à EFE que o filme foi filmado inteiramente no estado mexicano de Chiapas (sudeste) por cinco semanas, e enfatizou que a maioria das cenas foi realizada na cidade colonial de San Cristóbal de Las Casas.
O parque central, o panteão, o mercado, os templos e as casas coloniais do século XVI são apenas alguns dos cenários pitorescos que serão mostrados no filme "porque são espetaculares e estamos tentando destacar o máximo possível San Cristóbal, disse o diretor.
Williams, que dirigiu mais de 25 curtas-metragens e estréia como diretor de longas-metragens, explicou que "J-ok-el" (língua tzotzil) gira em torno de "La Llorona", uma personagem mítica que vagueia por lugares sombrios em busca de seus filhos, que ela mesma assassinou e que, em seu desespero por encontrá-los, rouba todas as crianças que conhece.

## Sinopse
Um americano viaja para uma pequena cidade em Chiapas, no México, chamada San Cristóbal de las Casas, para ajudar sua mãe quando sabe que sua meia-irmã foi sequestrada. Tudo indica que é uma onda de sequestros atribuídos ao lendário J-ok'el (Mulher que Chora). Essa mulher havia afogado seus filhos há muito tempo e seu espírito voltou a ter outros filhos e, assim, esquecer seu próprio sofrimento.

## Elenco
- Ana Patricia Rojo como Carmen Romero
- Dee Wallace-Stone como Helen Moret
- Tom Parker como George Christensen
- Jesús Ochoa como Capitão Flores
- Diana Bracho como J-ok'el (La Llorona)
- Eddi Alfaro como Taquero 1
- Jorge Bermúdez Miranda como Los Terribles - Baixo
- Angelique Boyer como Menina francesa

## Prêmios
O filme ganhou medalha de ouro por melhor música no Festival de Cinema de Park City, em Park City, Utah.

## Trilha sonora
Música escrita e conduzida por George Shaw.
1. "A lenda de La Llorona" - 2:21
2. "Viagem ao México" - 2:32
3. "Aparição Carolina" - 0:48
4. "Rapto noturno" - 1:16
5. "Criança desaparecida" - 0:46
6. "A Mulher que Chora" - 1:48
7. "Orações pelos desaparecidos" - 3:24
8. "Cão Scaredy" - 0:16
9. "Perseguição ao mercado" - 3:25
10. "Irmãos arrebatados" - 1:30
11. "Ele me deixou" - 1:42
12. "Crianças no escuro" - 1:06
13. "Lanterna Pista" - 0:57
14. "Agora você verá" - 0:43
15. "Identidade equivocada" - 1:57
16. "Fernando tirado" - 1:28
17. "É J-ok'el" - 1:42
18. "A pesquisa" - 4:03
19. "Confronto de caverna" - 4:28
20. "Cemitério" - 3:19
21. "J-ok'el" - 2:57